# مصارعة الجمال

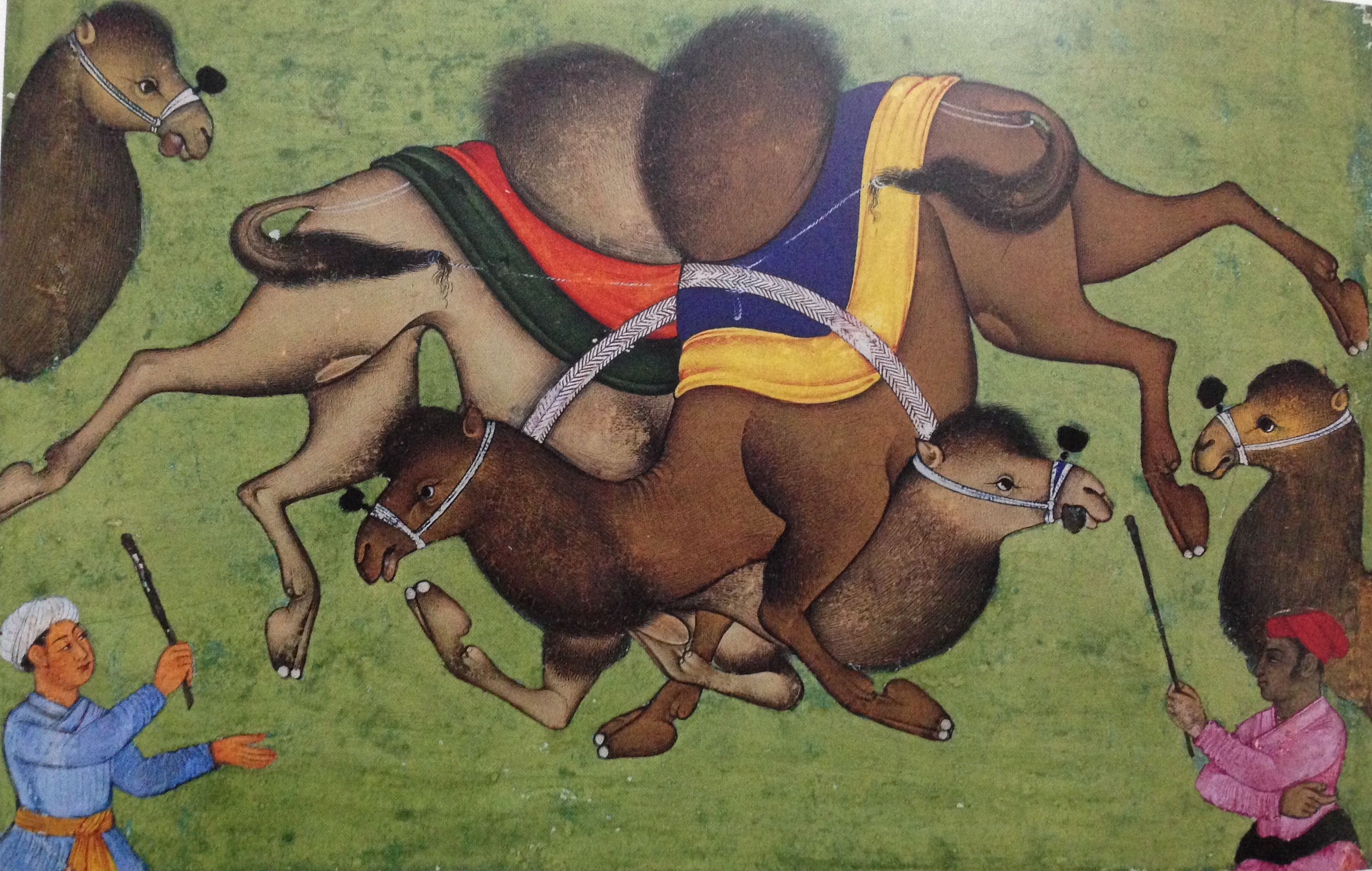
لوحة تصور مصارعة الجمال.

مصارعة الجمال هي رياضة يتصارع فيها ذكرين من الجمال، تنتشر تلك الرياضة في منطقة إيجة في تركيا وكذلك تمارس أيضاً في الشرق الأوسط وجنوب آسيا.نشأت مصارعة الجمال بين القبائل التركية منذ أكثر من ألف عام.
انتقدت العديد من منظمات حقوق الحيوان هذه الرياضة، ووصفتها بأنها تمثل قسوة على الحيوانات.